# Murad Giray
Murad Giray (mort à Yamboli en 1695) est un khan de Crimée ayant régné de 1678 à 1683.

## Origine
Murad est le fils de Mubarek Sultan Giray et le petit-fils du khan Selamet Ier Giray. Il est également le frère de l'historien Derwish Mehmed Giray.

## Règne
Il succède à son cousin Sélim Ier Giray en janvier 1678. C'est pendant son règne en 1680 que la dernière ambassade tatare se rend à Vienne. Ces relations directes avec l'Autriche suscitent la méfiance de la Sublime Porte qui exige désormais de mettre fin à cette pratique. La même année, mettant à profit la faiblesse du tsar Fédor III, il organise une expédition qui ravage le sud de la Russie.
En 1683, il participe avec les troupes ottomanes au siège de Vienne, pendant lequel il se querelle avec le grand vizir, ce qui entraîne sa déposition après 5 ans et 6 mois de règne en octobre 1683.
Après sa déposition, il est exilé à Sirajeli près de Yamboli, où il meurt en 1695.